# Argenta Gap War Cemetery
L'Argenta Gap War Cemetery, o cimitero di guerra di Argenta, è un cimitero militare sito nel comune di Argenta, in provincia di Ferrara, e gestito dalla Commonwealth War Graves Commission (CWGC). Si trova a due chilometri a nord dal centro abitato.
Progettato dall'architetto e urbanista britannico Louis de Soissons, il cimitero dà sepoltura a 625 caduti (di cui 8 ignoti), la maggior parte dei quali uccisi nella battaglia dell'Argenta Gap o nell'operazione Roast delle Valli di Comacchio, nell'ambito dell'offensiva della primavera 1945 della seconda guerra mondiale. Di questi, 527 provengono dal Regno Unito, 77 dal Canada, 10 dal Sudafrica, 6 dall'Australia ed uno dalla Nuova Zelanda.

## Galleria d'immagini

### Cimitero

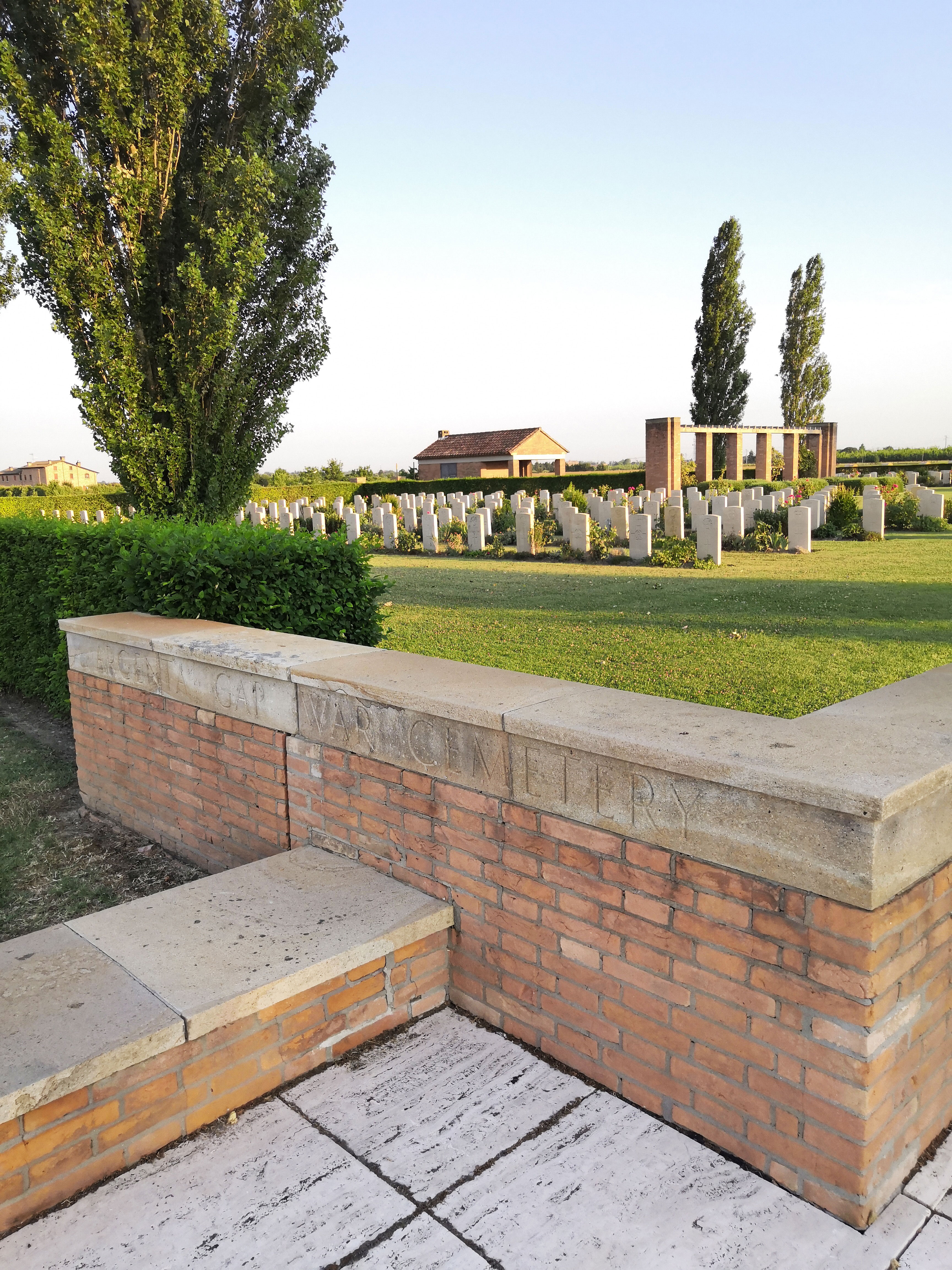
L'ingresso del cimitero, con la scritta Argenta Gap War Cemetery
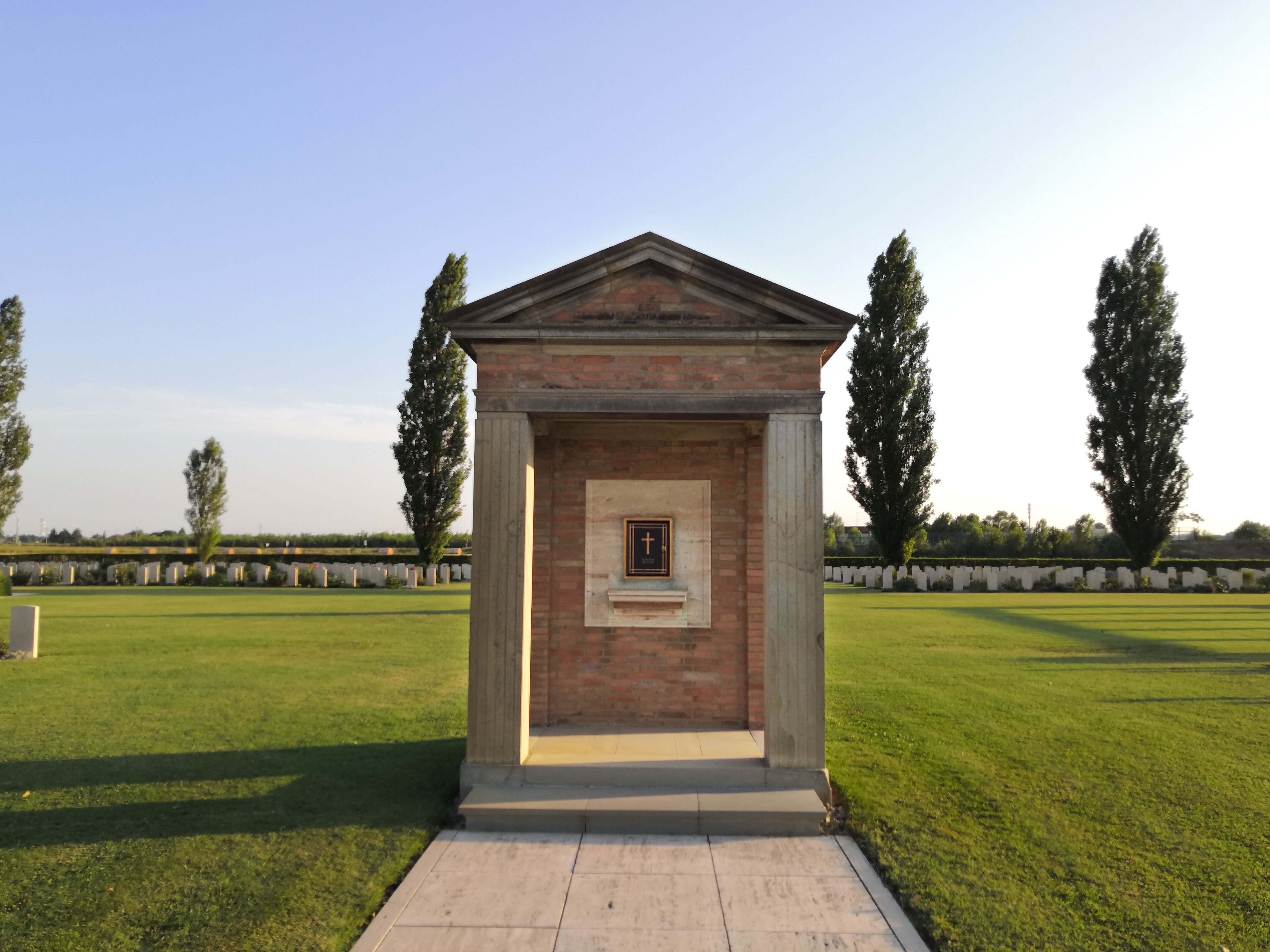
La Register Box, dove si trova il registro dei defunti e il libro dei visitatori
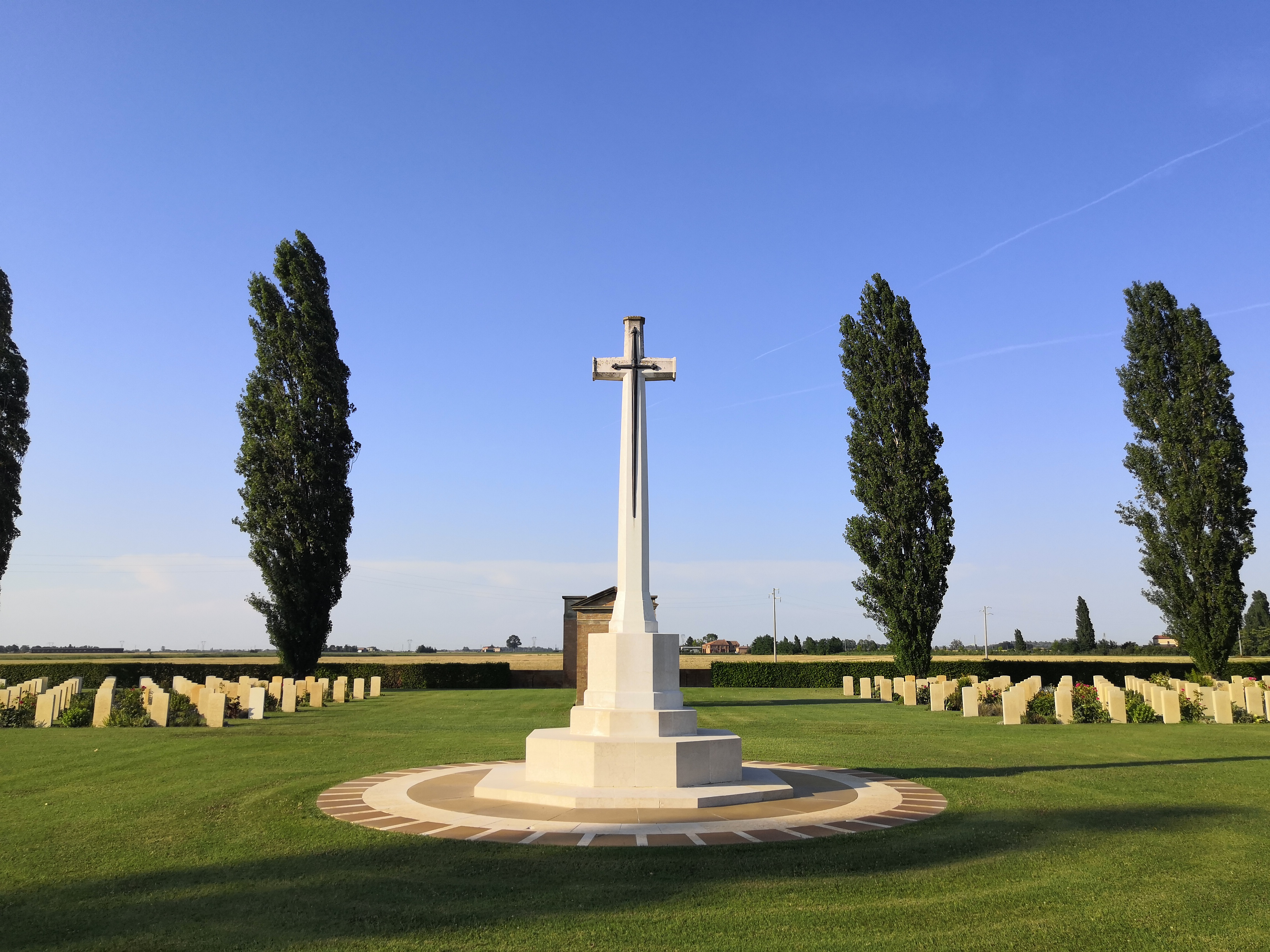
La Cross of Sacrifice ("Croce del Sacrificio")
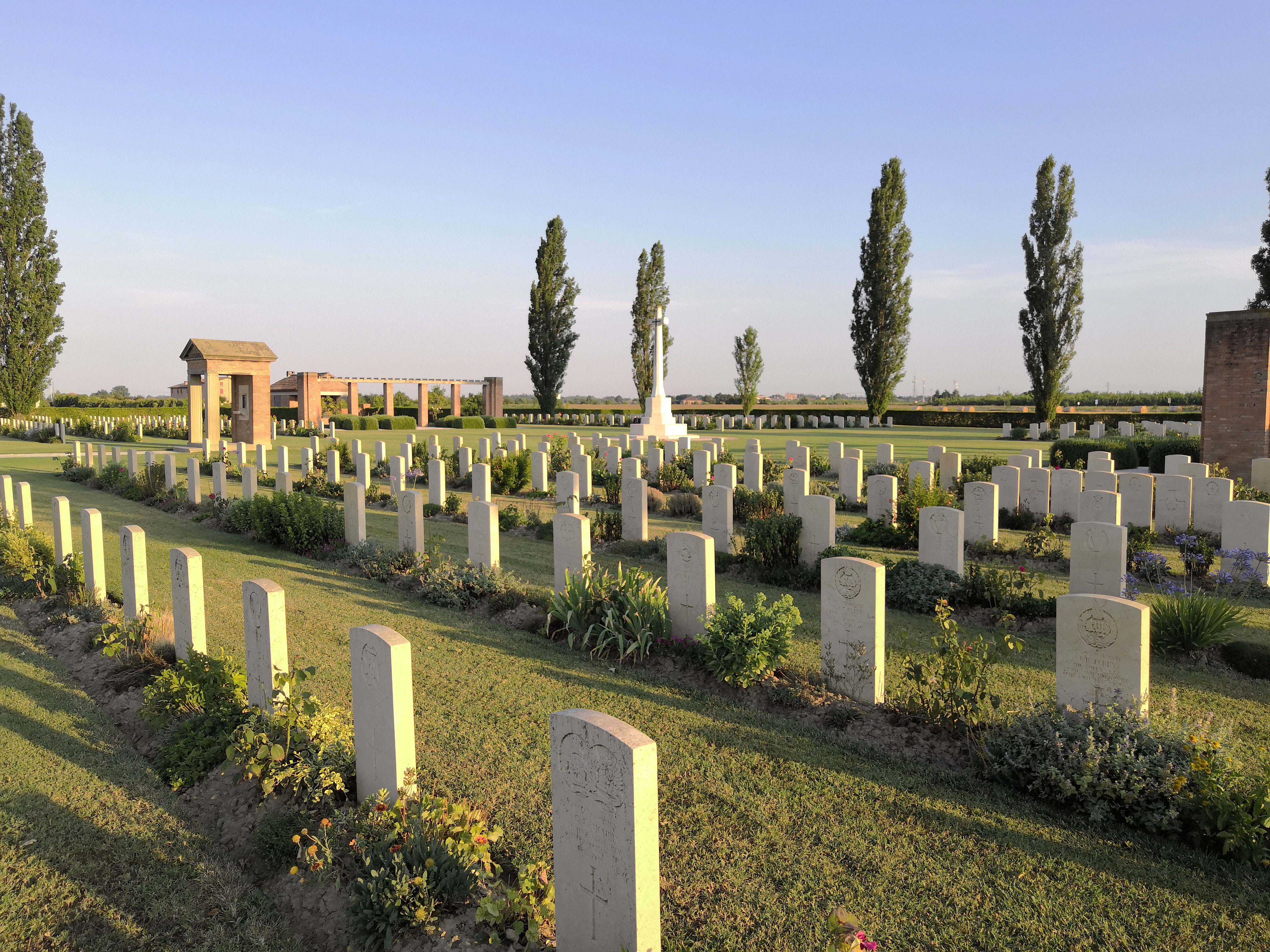
Un gruppo di lapidi con la Cross of Sacrifice sullo sfondo
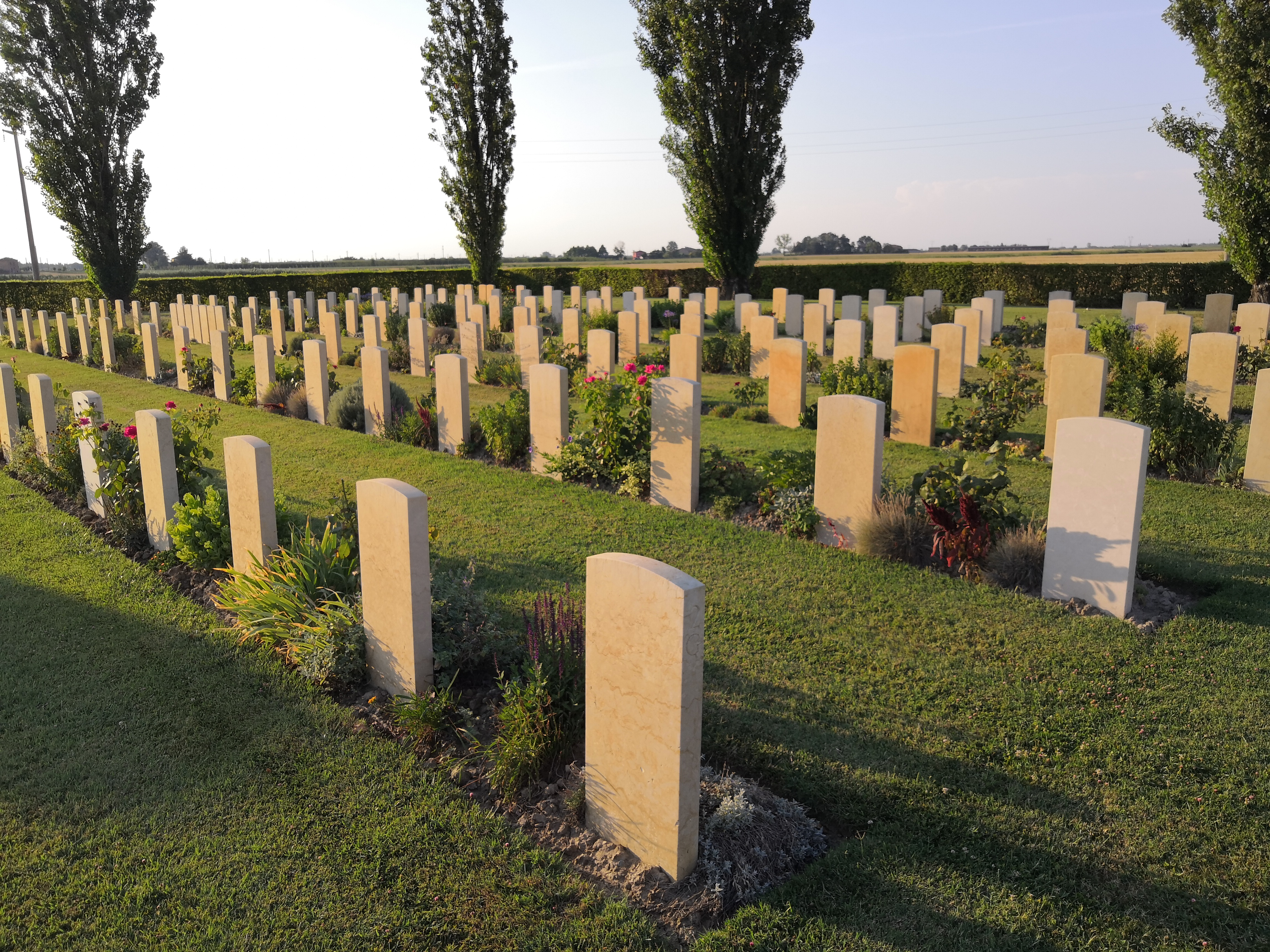
Lapidi
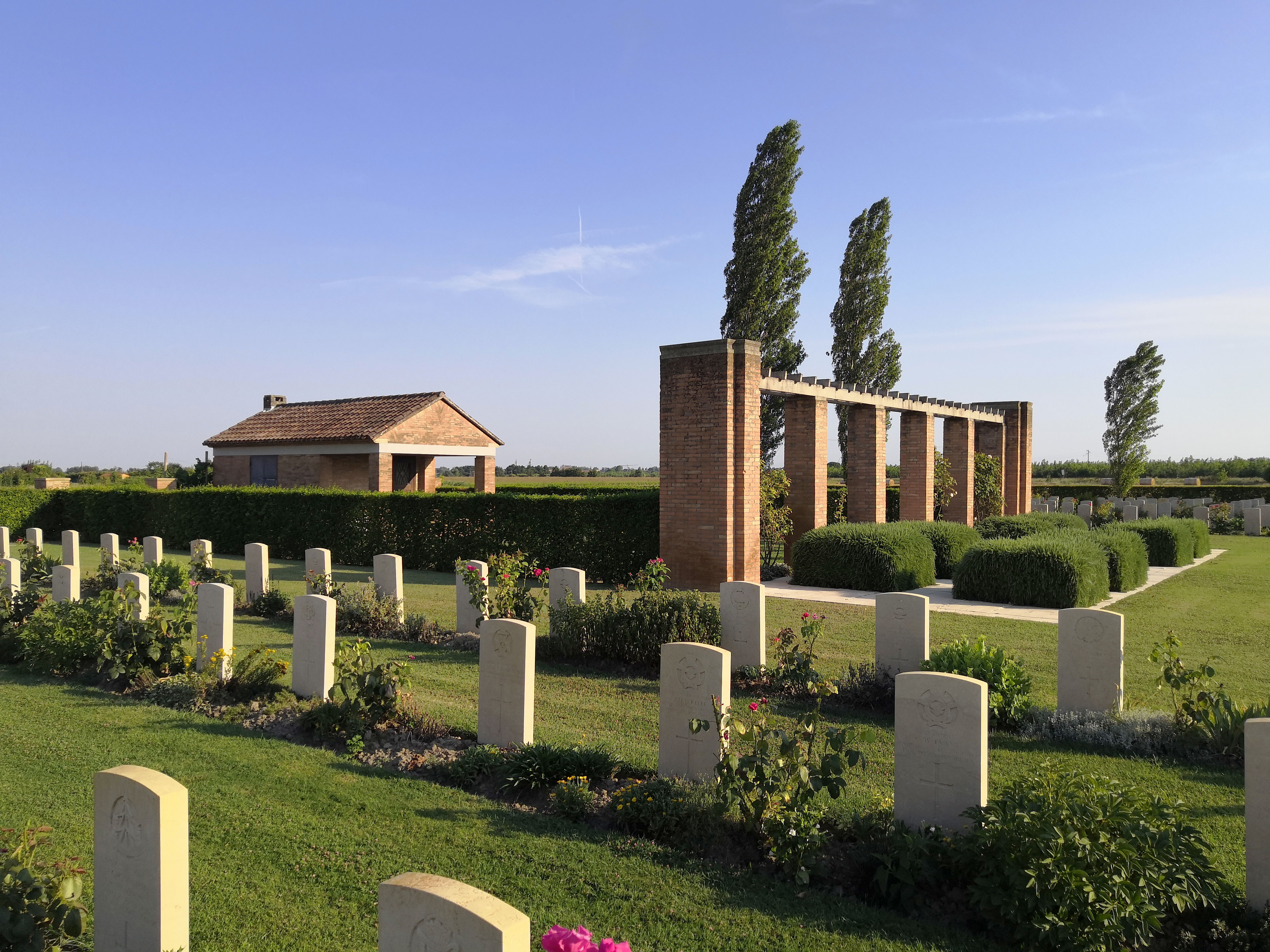
Lapidi

### Lapidi (dettaglio)

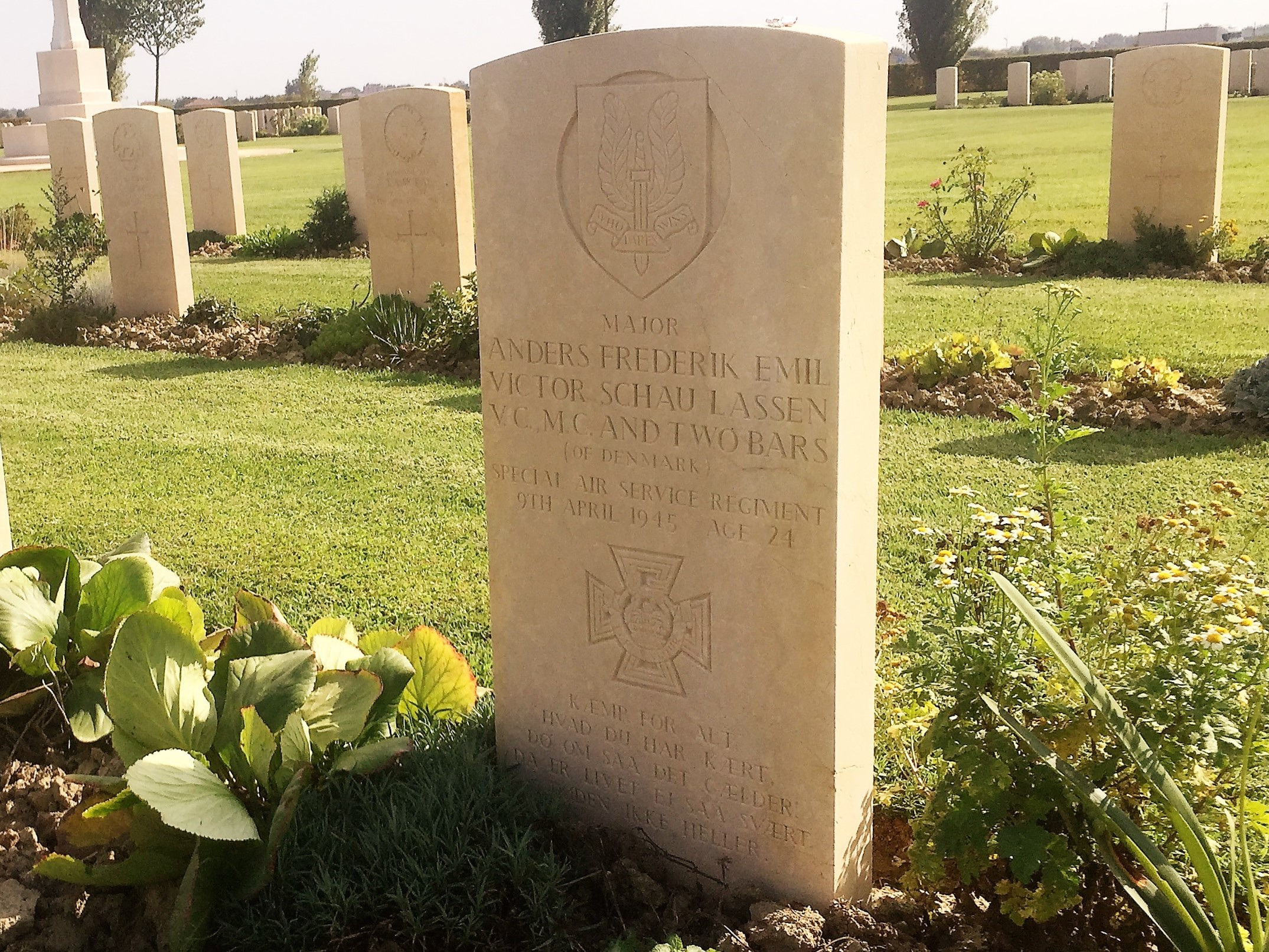
Lapide di Anders Lassen, militare danese pluridecorato (Plot 2, E, 11)
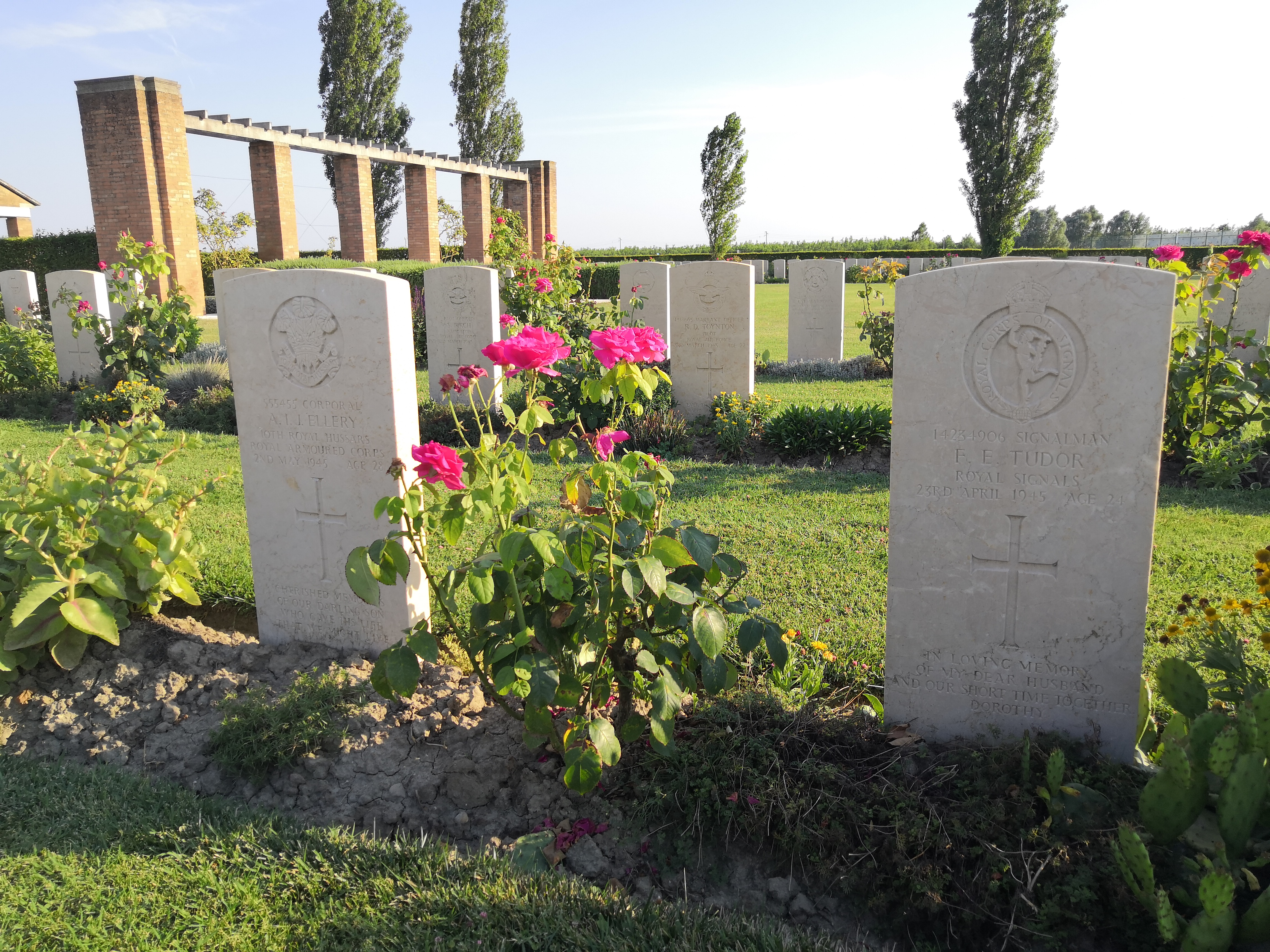
Lapidi con la croce cristiana, di due militari britannici (Plot 1, E, 18-19)
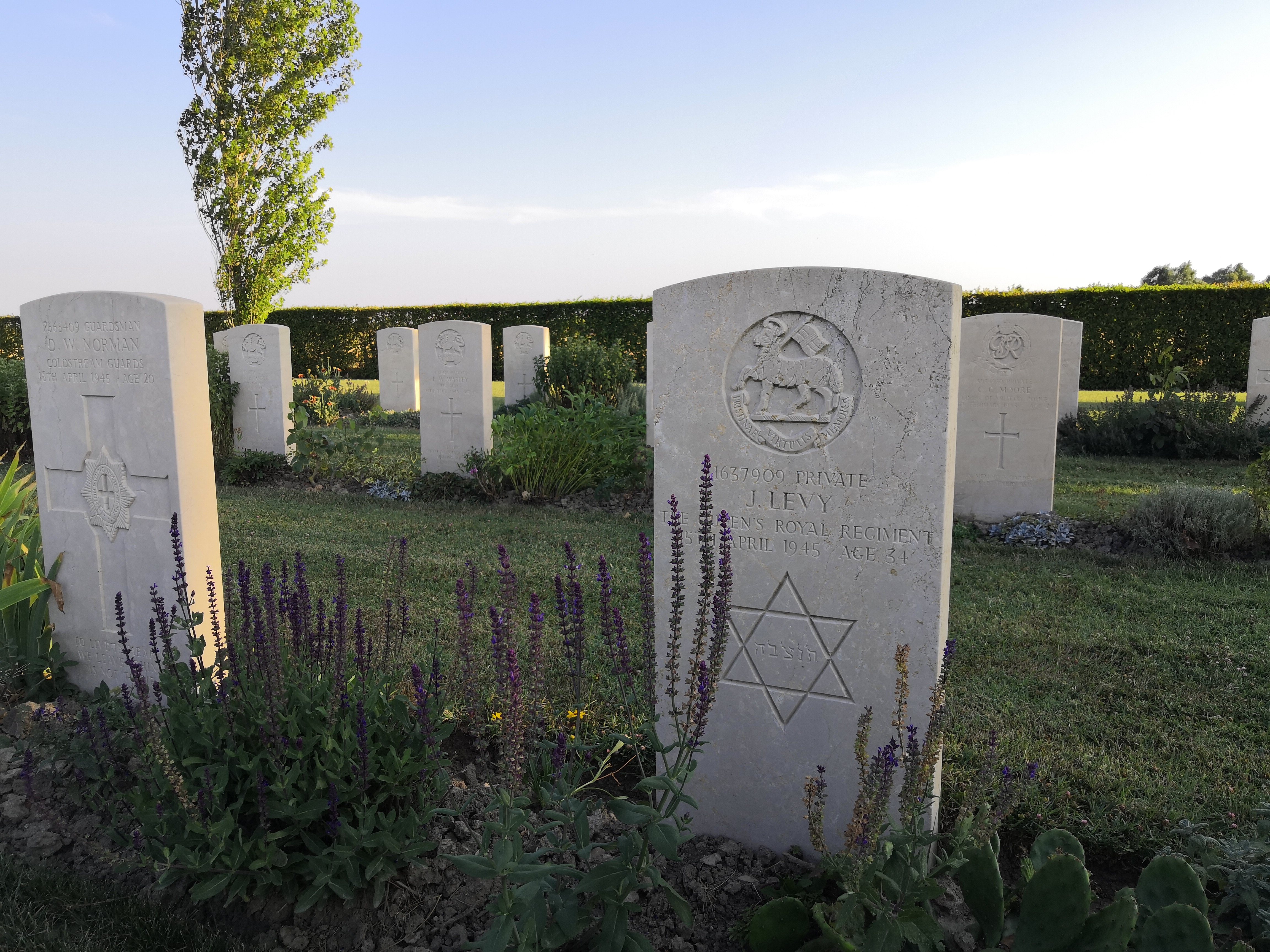
Lapide con la stella di David, di un militare del Queen's Royal Regiment (Plot 3, E, 16)
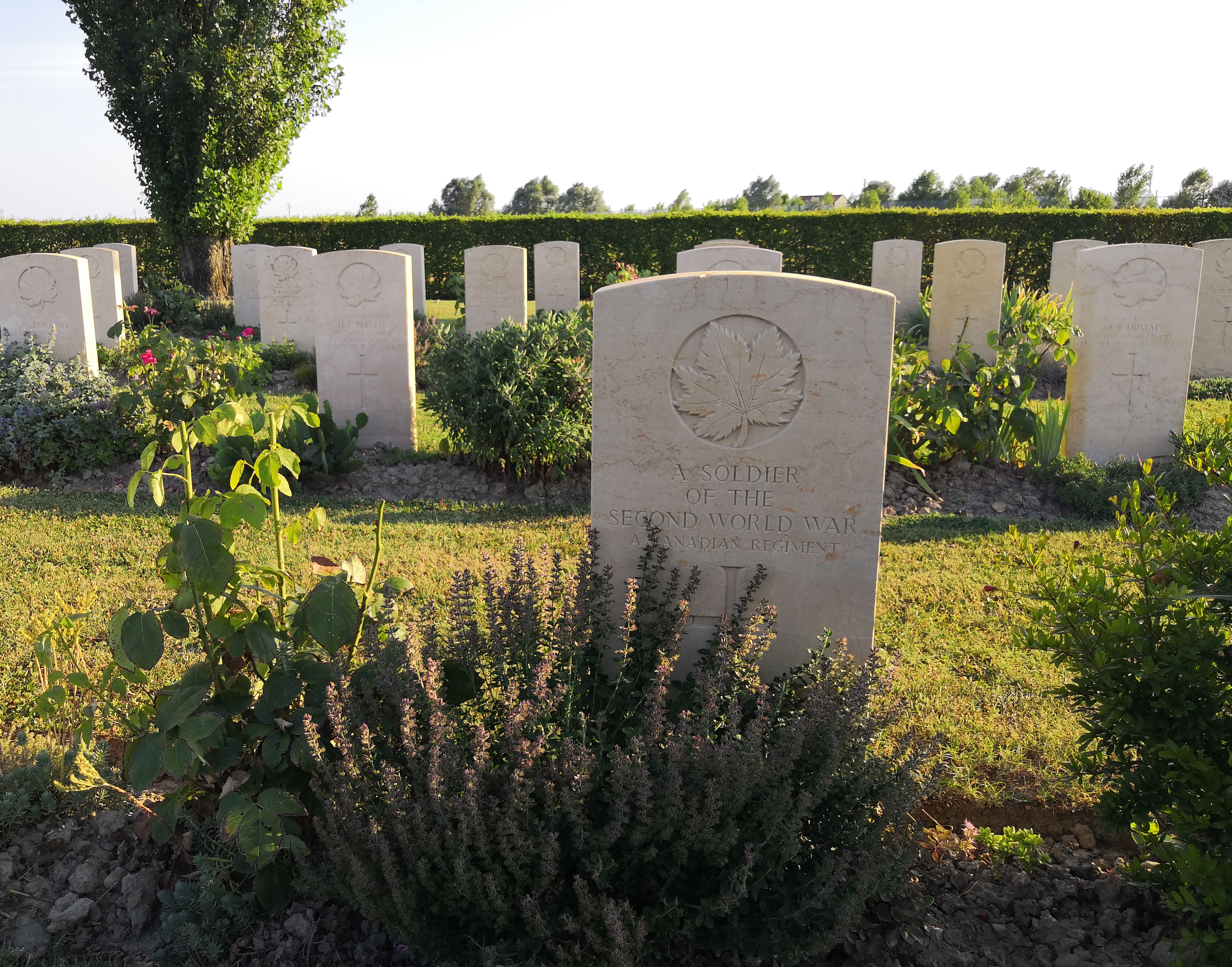
Un gruppo di lapidi di militari canadesi (Plot 4, D-G)
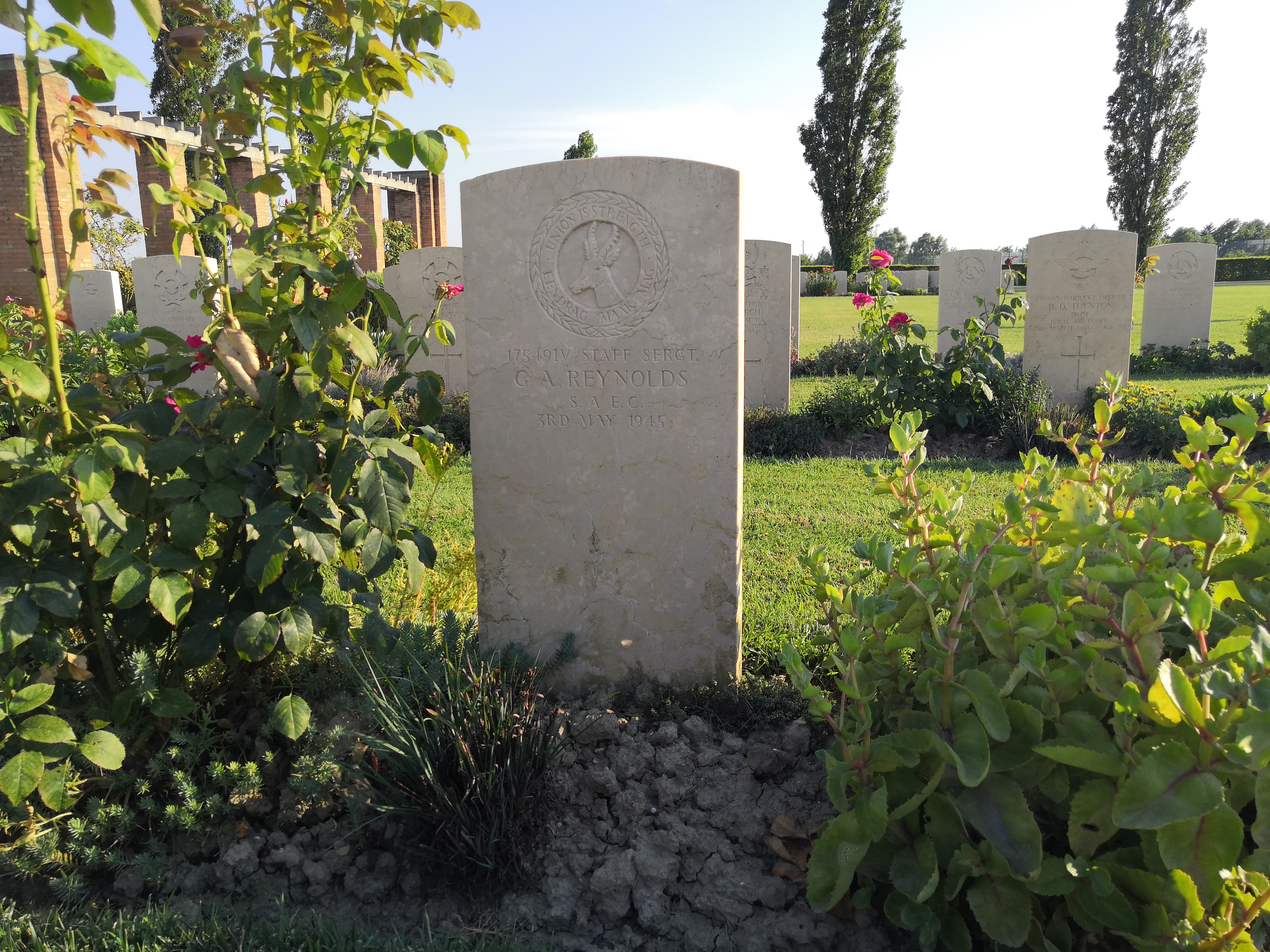
Lapide di un militare sudafricano, dei South African Engineer Corps (Plot 1, E, 17)
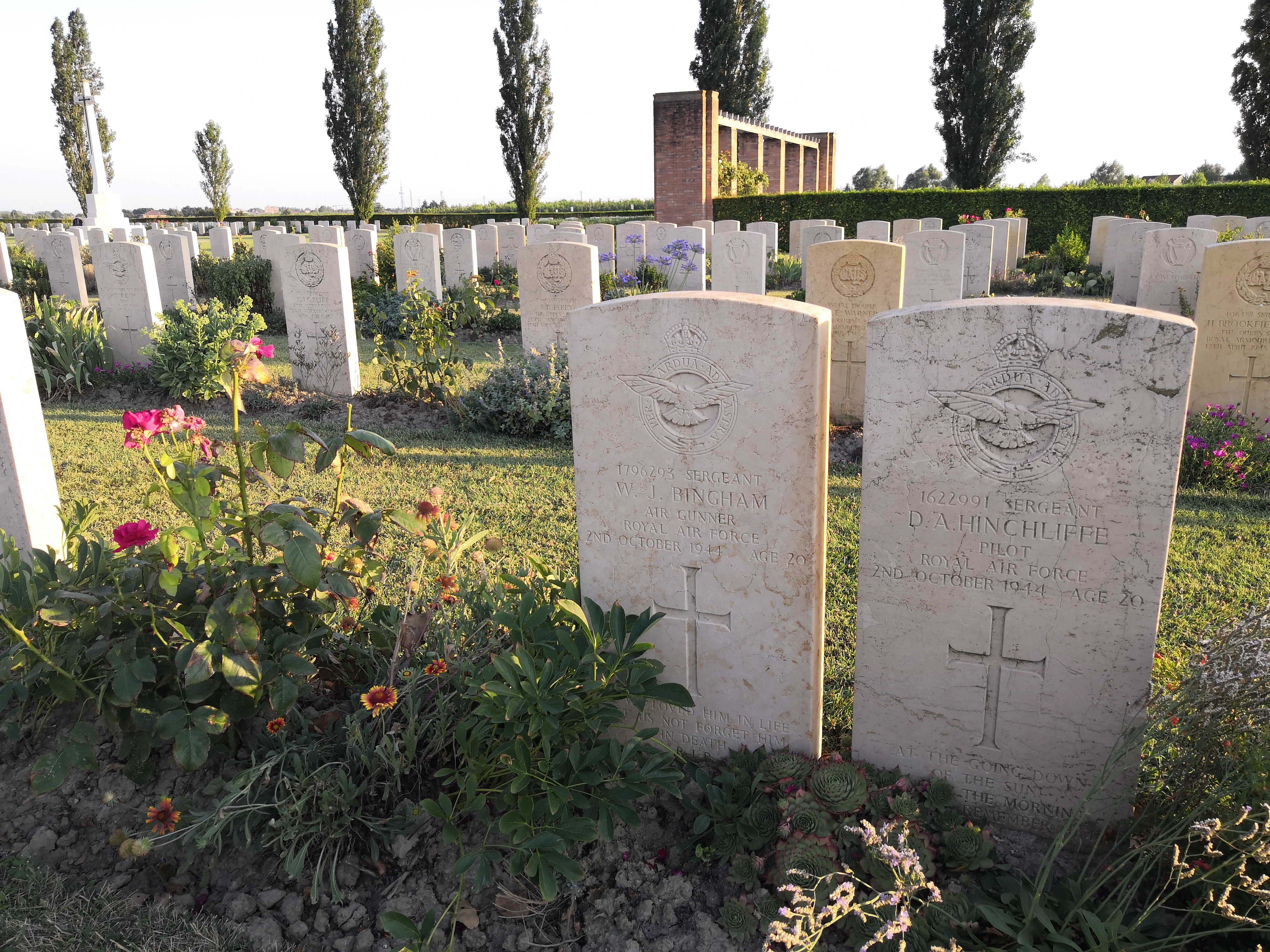
Lapidi ravvicinate, di due militari ventenni della Royal Air Force, morti insieme (Plot 2, A, 19-21)
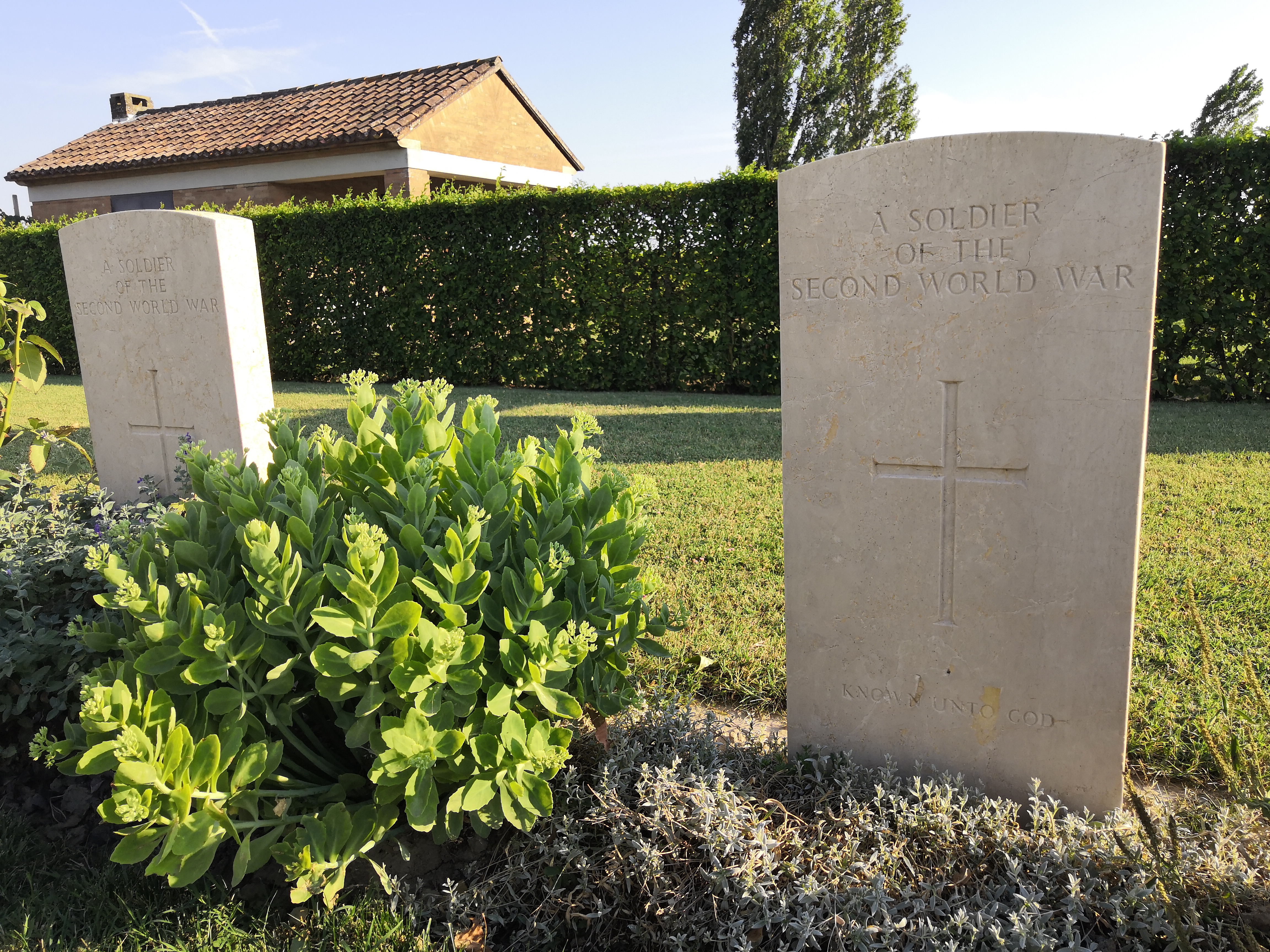
Lapidi di due militari ignoti